# Javra jemilleri
Javra jemilleri är en stekelart som först beskrevs av Joseph Kriechbaumer 1893.
Javra jemilleri ingår i släktet Javra och familjen brokparasitsteklar. Inga underarter finns listade i Catalogue of Life.